# Пендрек
Пендрек (такође службена палица или ноћни штап) је приближно цилиндрична батина направљена од дрвета, гуме, пластике или метала. Носе га припадници полиције, затворског особља, обезбеђења и војног особља као средство за наметање поштовања прописа и одбрамбено оружје. Назив батон, који се користи у многим језицима, потиче од француске речи bâton (штап), која је изведена из старофранцуског Baston, од каснолатинског bastum.
Као оружје, пендрек се може користити одбрамбено (за блокирање) или офанзивно (за ударање, убадање или млаћење), а може помоћи и у примени полуга на удовима. Уобичајено ударање или млаћење не производи се једноставним и директним ударцем, као код обичног тупог предмета, већ оштрим спуштањем руке док се палици дозвољава да се готово слободно окреће напред и надоле, чиме се њен врх креће много брже од дршке. Пендреци се такође користе у сврхе које нису оружје, као што је разбијање прозора ради ослобађања особа заробљених у возилу, или пражњење џепова осумњиченог током претреса (као мера предострожности против оштрих предмета).
Неке особе које нису припадници органа реда користе пендреке као оружје због њихове једноставне конструкције и лаког скривања. Употреба или ношење пендрека или импровизованих палица од стране особа које нису припадници органа реда ограничено је законом у многим земљама.
У СФРЈ, пендрек се службено називао поправна палица.

## Историја
Пендрек је настао еволуцијом батине или палице (буџа, кијак), која се од најстаријих времена користила као оружје за блиску борбу.
У викторијанској ери, полицајци у Лондону носили су пендреке дуге око 30 cm. Према Online Etymology Dictionary, назив billy club је први пут забележен 1848. године као сленг за провалничку пајсер. Значење "полицијска палица" први пут је забележено 1856. Пендрек је служио као полицајчева 'службена легитимација', јер је краљевски грб на њему означавао ауторитет полицајца.
Као службено оружје полиције и затворских чувара уведен је најпре у Великој Британији, око 1820. Прву модерну полицију на свету основао је 1829. године у Лондону Сер Роберт Пил.  Лондонски униформисани полицајци су на дужности од оружја имали само дрвену палицу, а по узору на њих опремљена је и полиција у САД и Немачкој. Са друге стране, француска полиција је све до 1850. била наоружана кратким мачевима. Док је британска полиција остала наоружана само пендреком, америчка полиција се већ 1850. наоружала и револверима, док је немачка полиција крајем 19. века уз палице увела пиштоље и мачеве.
Полиција Њујорка (NYPD) користила је две врсте пендрека у зависности од доба дана. Дневни пендрек је био дуг 28 cm. Други пендрек, који се користио ноћу, био је дуг 66 cm и звао се ноћни штап (nightstick), што је порекло тог назива. Ноћни штап је био дужи како би пружио додатну заштиту која се сматрала потребном ноћу.
У Србији, прве полицијске палице уведене су крајем 19. века по угледу на полицију европских земаља. Српски пандури, настали још у време турске власти као општински стражари намењени за гоњење хајдука, од почетка су били наоружани ватреним оружјем - кубуром и јатаганом. У Србији, прве полицијске палице уведене су крајем 19. века по угледу на полицију европских земаља, иако су се код сеоских пандура јатагани задржали све до 90-их година 19. века. Српски пандури су све до краја 19. века користили јатаган као хладно оружје за самоодбрану, али су сеоски кметови носили батину као симбол своје власти и имали су (по закону из 1839) законско овлашћење да кажњавају мање кривице јавним батинањем све до устава из 1869.

## Употреба и мете
У модерној полицијској обуци, примарне мете за ударац пендреком су велики нервни снопови, као што је заједнички перонеални живац у средини бутине, и велике, лако циљане мишићне групе, као што су квадрицепс и бицепс. Пендрек се замахује брзим, "пуцајућим" ударцима ка овим подручјима, понекад само врхом. Циљ је да се онеспособи способност субјекта да настави напредовање (ударцем у ногу) или напад (ударцем у руку) изазивањем привремене неурапраксије (привремени бол у мишићима, грч и парализа услед повреде нерва). Модерни системи строго забрањују ударање у лобању, грудну кост, кичму или препоне, осим ако се такав напад не изводи у одбрани живота, при чему многе јурисдикције сматрају ово смртоносном силом.
Пре 1970-их, уобичајена употреба полицијског пендрека била је ударање осумњиченог у главу пуном снагом како би га се омамило или онесвестило изазивањем потреса мозга. Међутим, ова пракса је имала два велика недостатка. Прво, постојао је висок ризик и учесталост смрти или трајних повреда, јер је разлика у сили између оне потребне да се осумњичени онесвести и оне која би му сломила лобању често била мала и непредвидива. Друго, постојали су проблеми са поузданошћу, јер отпорност на потрес мозга значајно варира међу појединцима, а ударци у главу који нису онеспособили осумњиченог само су ескалирали сукоб. Као резултат тога, грађанске тужбе и оптужбе за полицијску бруталност довеле су до ревидиране обуке за полицајце.

## Врсте
Пендреци који се данас уобичајено користе у полицији широм света укључују много различитих дизајна.

### Равни пендрек
Равни пендрек фиксне дужине је најстарији и најједноставнији дизајн полицијског пендрека, познат још из древног Египта. Састоји се од дугачког цилиндра са обликованом, струганом или умотаном дршком, обично са благо дебљим или суженим вратилом и заобљеним врхом. Често се израђују од тврдог дрвета, али у модерно доба доступни су и од других материјала као што су алуминијум, акрил, густа пластика и гума. Дужине варирају од кратких палица мањих од 30 cm до "пендрека за нереде" дугих 90 cm. Равни пендреци су тежи и имају већу тежину концентрисану на ударном крају, што их чини мање покретним, али теоретски испоручују већу кинетичку енергију при удару. Многе агенције су их замениле другим типовима због непрактичности ношења и жеље да изгледају мање претеће за заједницу.

### Пендрек са бочном дршком
Пендреци са бочном дршком (понекад називани Т-пендреци или тонфа-палице) су пендреци са кратком бочном дршком под правим углом у односу на осовину, око 15 cm од једног краја. Главна осовина је обично дуга 61 cm. Изведени су из тонфе, оружја из окинавског кобудоа, и користе се сличном техником. Најпознатији пример је Монаднок ПР-24.
Предности пендрека са бочном дршком у односу на равни пендрек су бројне:
- Постоји далеко већи број одбрамбених техника и маневара.
- Бочна дршка може помоћи у задржавању оружја, отежавајући осумњиченом да отме пендрек.
- Бочна дршка спречава да се пендрек откотрља далеко ако се случајно испусти.
- Због свог дизајна, углавном се користи на одбрамбенији начин, што се сматра прихватљивијим за заједницу.

Недостаци укључују потребу за више обуке, већу тежину и мању ефикасност ако се користи као обична палица.

### Телескопски пендрек
Телескопски пендрек (познат и као склопиви пендрек или тактички пендрек) се обично састоји од цилиндричне спољашње осовине која садржи телескопске унутрашње осовине (обично 2 или 3) које се међусобно закључавају када се прошире. Осовине су обично направљене од челика, али лакши модели могу имати осовине од легуре алуминијума.
Телескопски пендрек се отвара снажним замахом док је скупљен, користећи инерцију за проширење и закључавање сегмената трењем. Неке верзије са механичким закључавањем могу се отворити и једноставним раздвајањем сегмената. Скупљање се врши ударањем врха о тврду површину или притиском на дугме за закључавање.

#### Предности
- Склопива осовина олакшава ношење и седење у возилу.
- Сама демонстрација проширења пендрека може бити застрашујућа и деескалирати ситуацију без физичког насиља.
- Може се користити и у проширеном (већи домет) и у скупљеном (блиска борба) стању, пружајући већу свестраност.

#### Недостаци
- Неке полицијске снаге преферирају фиксне пендреке због већег застрашивања које пружају.
- Могу бити скупљи од фиксних пендрека.
- Могу бити спорији за употребу јер их је потребно проширити.
- Ако је пендрек са закључавањем на трење, постоји ризик да се случајно склопи током употребе.

## Слично оружје

### Блекџек и сап
Термини блекџек (blackjack), кош (cosh) и сап (sap) односе се на неколико кратких, лако скривених палица које се састоје од густог (често оловног) тега причвршћеног на крај кратке осовине. Ова оружја користе дршку да убрзају густо језгро и пренесу кинетичку енергију. Ударац у главу може изазвати потрес мозга, али носи висок ризик од трајне повреде мозга или смрти. Били су популарни међу полицијским снагама због своје компактности, али су до 1990-их скоро свуда избачени из употребе због ризика од тешких повреда.

### Батеријске лампе
Велике, металне батеријске лампе са Д-ћелијама, попут Маглајта, још увек користе неке полицијске и безбедносне службе. Иако произвођачи углавном не подстичу њихову употребу као палице, она остаје опција. Полицајци их често бирају јер су примарно уређаји за осветљење, па је мање вероватно да ће њихово ношење ескалирати ситуацију. Ово омогућава полицајцу да изгледа мање претеће, док истовремено има ударно оружје спремно за акцију. Употреба батеријских лампи као импровизованог ударног оружја подлеже истим прописима о употреби силе као и наменски направљено ударно оружје.